# British Aircraft Manufacturing Co
British Aircraft Manufacturing Co Ltd est une entreprise de construction aéronautique britannique de l'entre-deux guerres.
En 1932 G.H. Handasyde acheta une licence du Klemm L 25c qu’il entendait commercialiser en Grande-Bretagne. La British Klemm Aeroplane Co Ltd fut formée en février 1933 à Hansworth, mais l’évolution de la situation internationale devait conduire à rebaptiser la société British Aircraft Manufacturing Co Ltd en 1935. Deux avions seulement seront construits par cette entreprise, le Swallow et l'Eagle. General Aircraft Ltd a absorbé British Aircraft Manufacturing Co en 1938.